# Alison Elliott
Alison A. Elliott (San Francisco, 19 maggio 1970) è un'attrice statunitense.

## Biografia
Alison Elliott nasce da Barbara, un'insegnante di infermeria, e Bob Elliott, un programmatore di computer. Si trasferisce con la famiglia a Tokyo all'età di quattro anni, e si ritrasferisce a San Francisco a otto, dove in seguito frequentò The Urban School of San Francisco, un liceo artistico privato. A 14 anni, Alison comincia la sua carriera di modella per la Ford Models, e nel 1989, si trasferisce a Los Angeles per impersonare una modella teenager nella sitcom TV Living Dolls (1989).
Ha lavorato in film come Torbide ossessioni di Steven Soderbergh (1995), La ragazza di Spitfire Grill (1996), Le ali dell'amore (1997) dove recitò con Helena Bonham Carter, Il miracolo di Annie (2000) e Birth - Io sono Sean (2004) con Nicole Kidman. Ha anche interpretato Virginia "Jinny" St. George nella produzione BBC di Edith Wharton The Buccaneers (1995). 
Nel western del 2007, L'assassinio di Jesse James per mano del codardo Robert Ford, Elliott interpreta Martha Bolton, la sorella maggiore di Robert Ford, affiancando Brad Pitt, Casey Affleck, Sam Rockwell e Paul Schneider.  
Oltre ai suoi ruoli in TV e cinema, Elliott presta la voce a numerosi audiolibri, inclusi Belle Prater's Boy di Ruth White e il suo sequel, The Search for Belle Prater.

## Filmografia parziale

### Cinema
- Il mio amico zampalesta, regia di Franco Amurri (1994)
- Torbide ossessioni (Underneath), regia di Steven Soderbergh (1996)
- La ragazza di Spitfire Grill, regia di Lee David Zlotoff (1996)
- Le ali dell'amore (The Wings of the Dove), regia di Iain Softley (1997)
- Birth - Io sono Sean (Birth), regia di Jonathan Glazer (2004)
- L'assassinio di Jesse James per mano del codardo Robert Ford (The Assassination of Jesse James by the Coward Robert Ford), regia di Andrew Dominik (2007)

### Televisione
- Living Dolls – serie TV, 12 episodi (1989)
- The Buccaneers – miniserie TV (1995)
- Il miracolo di Annie (The Miracle Worker), regia di Nadia Tass – film TV (2000)
- E.R. - Medici in prima linea (ER) – serie TV, 1 episodio (2003)